# Saibai
Saibai Island ist neben Boigu und Dauan Teil der Nordwestgruppe der Torres-Strait-Inseln in der Meerenge zwischen Australien und Papua-Neuguinea. Saibai ist die drittgrößte Torres-Strait-Insel, nach Prince-of-Wales-Insel und Moa Island. Verwaltungsmäßig gehört die etwa 5 × 22 km große Insel zu den Top Western Islands, einer Inselregion im Verwaltungsbezirk Torres Shire vom australischen Queensland.

## Geographie

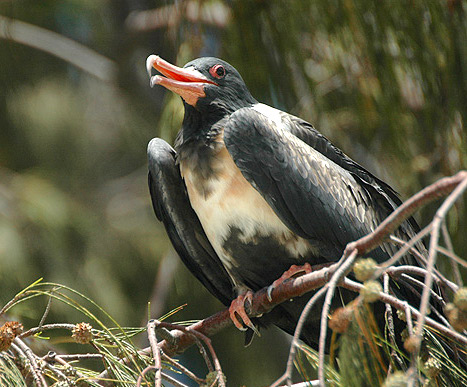
Der Kleine Fregattvogel, Teil der reichhaltigen Vogelwelt der Neuguinea vorgelagerten Torres-Strait-Inseln

Die nur rund 4 km von der Südküste der Westprovinz von Papua-Neuguinea gelegene flache Mangroveninsel liegt mit der höchsten Erhebung von etwa 1,7 m knapp über dem Meeresspiegel, und ist daher bei starkem Wellengang stets überflutungsgefährdet. Trotzdem besitzt die Insel einen Flughafen, der mehrmals in der Woche die Insel mit Cairns verbindet. Die 465 Einwohner siedeln nur an der Küste. Teilweise leben sie auch nicht durchgehend auf der Insel.
Unmittelbar nördlich von Saibai liegt die Nachbarinsel Kauamag. Sie ist von Saibai durch einen sieben Kilometer langen und 180 bis 650 Meter breiten Meeresarm getrennt, der an seinem östlichen Ende nahezu geschlossen ist. Zwei weitere sehr kleine namenlose Inseln liegen vor der Nordküste.

## Bevölkerung
Die Einwohnerzahl betrug laut dem Census aus dem Jahre 2016 465. Die daraus resultierende Bevölkerungsdichte lag dementsprechend bei 4,3 Einwohnern pro Quadratkilometer. Der Anteil der Indigenen Bevölkerung (Torres-Strait-Islanders) liegt bei fast 86 %, verglichen zu 75 % im Jahre 2006. Die Europäer machen hingegen nur einen Anteil von 12 % aus.
Der Hauptort Saibai liegt im Nordwesten der Insel. Hier leben 251 Menschen. Drei Kilometer davon entfernt befindet sich am westlichen Ende der Insel das Dorf Churum mit 214 Einwohnern.
| Bevölkerungsentwicklung | Bevölkerungsentwicklung |
| Censusjahr              | Einwohnerzahl           |
| ----------------------- | ----------------------- |
| 2001                    | 317                     |
| 2006                    | 337                     |
| 2011                    | 479                     |
| 2016                    | 465                     |

## Einwohner
Die vorherrschende Sprache ist Kalaw Kawaw Ya, die ehemalige Lingua Franca der Mikroregion.
1871 wurden die Insulaner von der London Missionary Society zum Christentum bekehrt. Die Missionare entfernten den heiligen Adhibuyastein des Aith-Stammes. Dem alten Glauben nach beschützte der Stein die Inselbewohner vor den verfeindeten Seefahrerstamm der Kiwai (auch Kupamal).
Während des Ersten Weltkrieges kam ein Cargo-Kult groß in Mode, der Zaman Wislin, von German Wesleyan (deutsch Wesleyisch). Das gab sich zwar bald wieder, aber gelegentlich ist dieser Kult immer noch anzutreffen.

## Geschichte
Nachdem Saibai Anfang des 20. Jahrhunderts wieder einmal von einer Tidewelle überrollt worden war, nahmen einige der Insulaner schließlich das Angebot der Regierung an und ließen sich auf die Kap-York-Halbinsel auf dem australischen Festland umsiedeln. Unter Führung von Bamaga Ginau gründeten sie dort die noch heute bestehenden Gemeinden Bamaga und Seisia.

## Wirtschaft
Als Papua-Neuguinea 1975 von Australien in die Unabhängigkeit entlassen wurde, bestanden die Insulaner darauf, bei Australien zu bleiben. Sie verzichteten jedoch nicht darauf, die traditionelle Handels- und auch Familienbeziehungen mit dem Festland zu pflegen. Ein System von Sondererlaubnissen, gepaart mit strengen Quarantänevorschriften, gestattet einen kleinen Grenzverkehr.
Traditionell bestehen Handelsbeziehungen zum Festland von Neuguinea, trotz Feindlichkeiten mit den Kiwai von der Flussmündung des Fly und den Thugeral (zu deutsch Krieger) vom Morehead-Fluss an der Grenze zwischen Papua-Neuguinea und dem indonesischen Westneuguinea.